# Ambasciatori austriaci in Francia
L'ambasciatore austriaco in Francia è il primo rappresentante diplomatico dell'Austria (e prima del Sacro Romano Impero, dell'Impero austriaco e dell'Impero austro-ungarico) in Francia. Oggi l'ambasciatore austriaco in Francia è accreditato anche per il Principato di Monaco.

## Storia
Gli inviati della corte di Vienna a Parigi apparvero già nel XVI secolo, ma la Francia e l'Impero si trovarono spesso ostili l'uno con l'altro, poiché alla fine delle guerre d'Italia divenne evidente che i due stati avevano interessi egemonici contrastanti. Questi si intensificarono con la guerra di successione spagnola, quando la Francia trovò un tenace avversario nella persona di Philipp Ludwig Wenzel von Sinzendorf, cancelliere da Giuseppe I a Maria Teresa. La prima missione diplomatica permanente in Francia risale comunque al 1679.
Nel 1756 si verificò con la guerra dei sette anni un primo rovesciamento di alleanze nella guerra contro la Prussia. La figura centrale di questi nuovi dialoghi diplomatici fu l'ambasciatore austriaco a Parigi dal 1750, Wenzel Anton von Kaunitz-Rietberg e la sua controparte francese Florimond Claude von Mercy-Argenteau.
Con lo scoppio della Rivoluzione francese nel 1789, la coalizione formatasi vide l'Austria in prima linea contro i francesi e questo per contro spinse le truppe di Napoleone Bonaparte a penetrare successivamente per un certo periodo a Vienna, portando al crollo del Sacro Romano Impero e riaccendendo l'animosità tra le due nazioni.
Il 1º luglio 1810, l'ambasciata di Parigi, dove si celebrava il matrimonio di Napoleone con Maria Luisa d'Austria, fu teatro di un incendio devastante. L'evento, che causò numerose vittime tra i membri dell'aristocrazia europea fu paragonato all'incidente dei fuochi d'artificio al matrimonio di Luigi XVI con Maria Antonietta nel 1770, venne visto da molti come un cattivo presagio per gli anni venturi. Fino alla prima guerra mondiale, la Francia rimase sempre un avversario dell'Austria. La missione diplomatica istituita nel 1679 fu portata all'ambasciata in conformità con le pratiche diplomatiche del XIX secolo nel 1856.
Durante la prima guerra mondiale, la Francia partecipò allo scioglimento dell'Austria-Ungheria; dopo la seconda guerra mondiale la Francia occupò alcune parti dell'Austria come potenza vittoriosa.
In entrambe le guerre, tuttavia, i paesi non si opposero direttamente l'uno all'altro e il generale Antoine Béthouart, comandante in capo e alto commissario francese in Austria, fu visto come una figura di riconciliazione nella zona di occupazione francese.
Con la neutralità dell'Austria nel 1955 e in particolare dall'adesione dell'Austria all'UE nel 1995, le relazioni tra Francia e Austria sono divenute del tutto amichevoli. Attualmente i due stati non sono in conflitto.

## Sacro Romano Impero

### Inviato e Ministro Plenipotenziario imperiale a Parigi
- 1670-1671: Gottlieb Amadeus Windischgrätz
- 1680–1682: Heinrich Franz von Mansfeld
- 1683 (?) Johann von Althann[1]
- 1685: Johann Friedrich von Seilern[2]
- 1685–1688: Wenzel Ferdinand Popel von Lobkowitz[3]

...
- 1699–1701: Philipp Ludwig Wenzel von Sinzendorf

...
- 1713–1714: Principe Eugenio di Savoia (negoziatore di pace)
- 1714: Johann Friedrich von Seilern[2] (2º mandato)
- 1714: (?) Johann Peter Goëss[4]
- 1715–1716: Johann Christoph Pentenriedter
- 1717–1719: Lothar Joseph Dominik von Königsegg-Rothenfels
- 1719–1719: Marcus de FonsecaGeschäftsträger
- 1719–1728: Johann Christoph von Pentenriedter (2º mandato)
- 1729–1732: Stephan Wilhelm Kinsky
- 1732–1733: Ignaz Johann Wasner, (residente)

1733 - 1736: Interruzione delle relazioni diplomatiche
- 1736–1737: Leopold von Schmerling
- 1737–1741: Giuseppe Venceslao del Liechtenstein
- 1741–1744: Paul Gundel, Geschäftsträger

1744 - 1749: Le relazioni diplomatiche vennero interrotte a causa della guerra di successione austriaca
- 1749–1750: Johann von Mareschall, Geschäftsträger
- 1750–1752: Wenzel Anton von Kaunitz (Attaché: Ludwig von Zinzendorf)
- 1752–1753: Johann von Mareschall, Geschäftsträger
- 1753–1766: Georg Adam von Starhemberg
- 1766–1790: Florimont-Claude Mercy-Argenteau
- 1790–1792: Franz Paul von Blumendorf[5] (Chargé d’affaires)
- 1792–1801: vacante durante le guerre napoleoniche
- 1801–1805: Philipp von Cobenzl (tra la prima e la seconda guerra anti-napoleonica)

## Impero austriaco

### Inviato e Ministro Plenipotenziario imperiale a Parigi

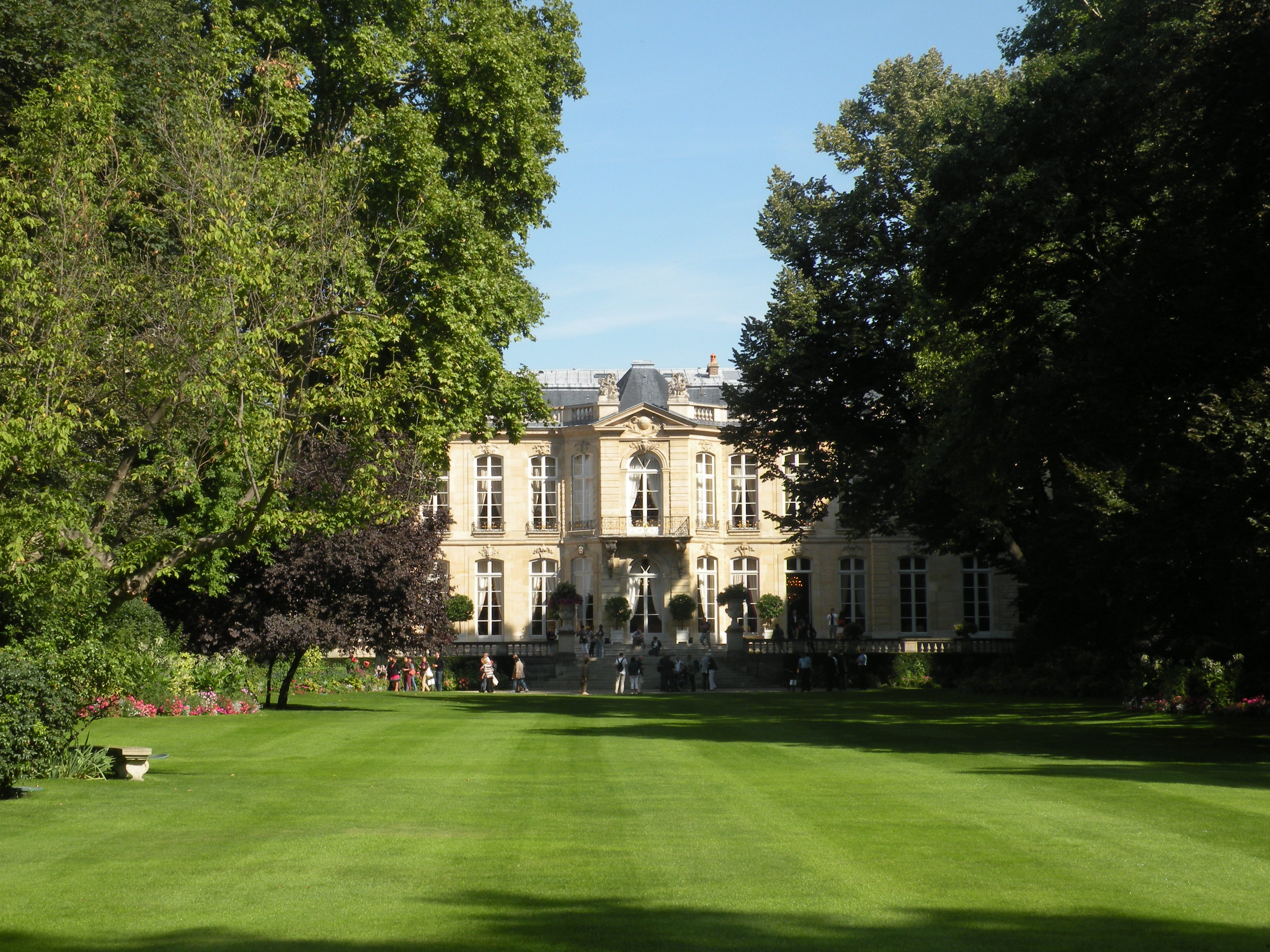
L'Hôtel Matignon a Parigi, Rue de Varenne 57, sede dell'ambasciata austriaca in Francia sino al 1914

1805 - 1806: Interruzione delle relazioni diplomatiche
- 1806–1806: Peter von Floret, chargée d'affaires
- 1806–1809: Klemens Wenzel von Metternich, ambasciatore
- 1809–1813: Karl Philipp zu Schwarzenberg

1813 - 1814: Interruzione delle relazioni diplomatiche
- 1814–1814: Ludwig Philipp von Bombelles, chargée d'affaires
- 1821–1825: Karl von Vincent (1757–1834)[6]
- 1825–1826: Friedrich Binder von Krieglstein, chargée d'affaires
- 1826–1848: Anton von Apponyi, Botschafter
- 1848–1849: Ludwig von Thom, chargée d'affaires
- 1849–1856: Alexander von Hübner
- 1856–1859: Alexander von Hübner, ambasciatore[7]
- 1859–1867: Richard Clement von Metternich-Winneburg, fratellastro del precedente principe Metternich

## Impero austro-ungarico

### Ambasciatore imperiale a Parigi
- 1867–1871: Richard Clement von Metternich-Winneburg
- 1871–1876: Rudolf Apponyi von Nagy-Appony
- 1876–1878: Felix von Wimpffen
- 1878–1882: Friedrich Ferdinand von Beust
- 1882–1882: Felix von Wimpffen (2º mandato)
- 1883–1894: Ladislaus Hoyos-Sprinzenstein
- 1894–1903: Anton von Wolkenstein-Trostburg
- 1903–1910: Rudolf von Khevenhüller-Metsch
- 1911–1914: Nikolaus Szécsen von Temerin
- 1914: Interruzione delle relazioni diplomatiche dal 10 agosto 1914 a causa dello scoppio della prima guerra mondiale

## Repubblica austriaca

### Ambasciatore austriaco in Francia

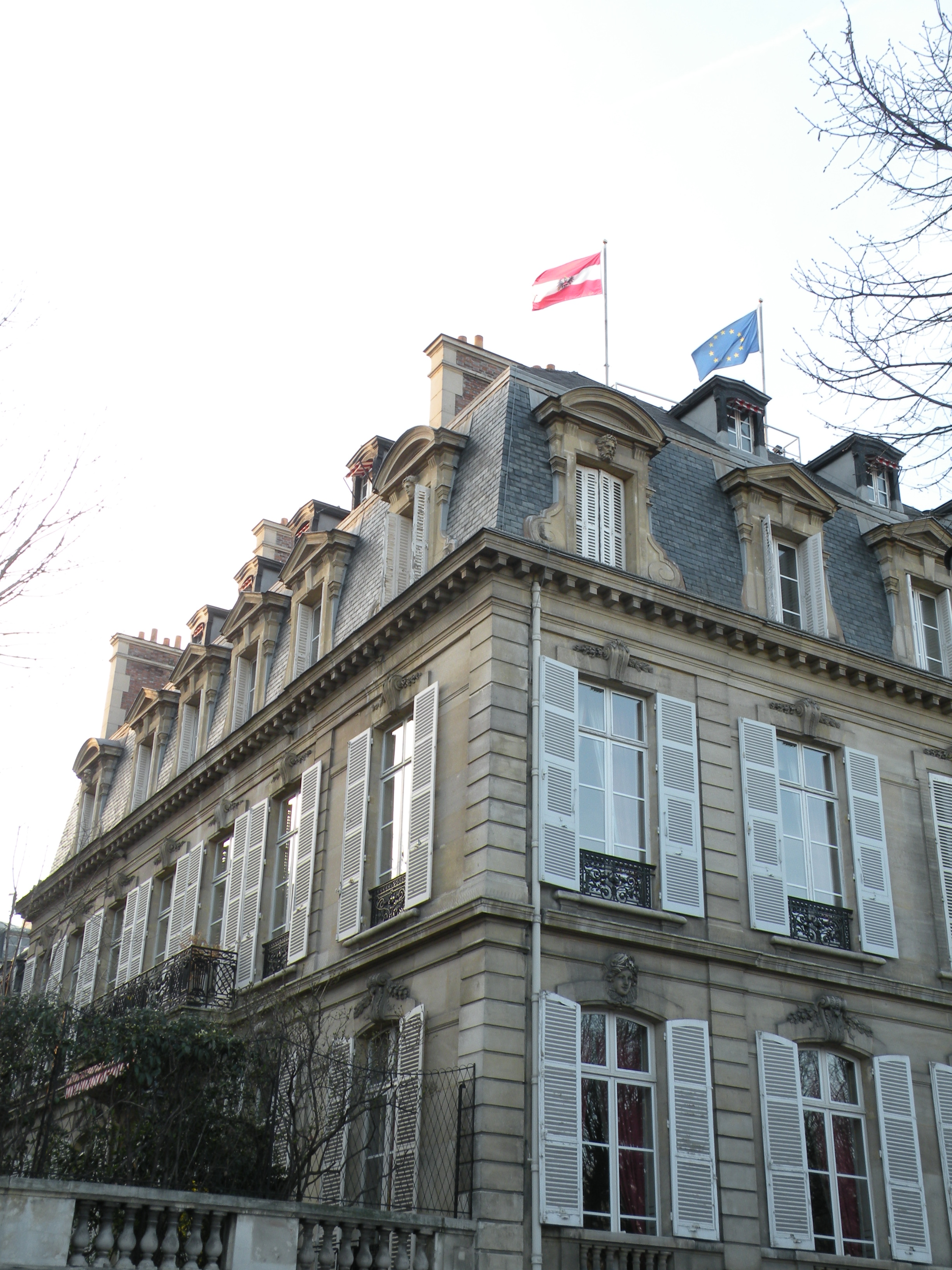
La sede dell'ambasceria austriaca a Parigi, in Rue Fabert 6

1919: Ripresa delle relazioni diplomatiche
- 1919–1925: Johann Andreas von Eichhoff, ministro plenipotenziario del consiglio supremo austriaco presso il governo francese, dal 1920 direttore d'ambasciata.
- 1925–1932: Alfred Grünberger, ambasciatore a Parigi ed a Madrid
- 1932–1933: Heinrich Schmid, Geschäftsträger
- 1933–1933: Otto Günther (* 1884; † 1970), 1945–1949 Protokollchef im BKA-AA[8]
- 1933–1936:
- 1936–1938: Alois Vollgruber

1938 - 1945 nessuna relazione diplomatica durante la seconda guerra mondiale
1945 - 1955 nessuna missione diplomatica ufficiale a causa dell'occupazione. I contatti diplomatici vennero ufficiosamente mantenuti tramite:
- 1946: Norbert Bischof come rappresentante del governo austriaco a Parigi

Ripresa delle relazioni diplomatiche
- 1950–1953: Heinrich Schmid[9] (als Envoyé extraordinaire et Ministre plénipotentiaire, ab  1951[10] als Ambassadeur)
- 1953–1958: Alois Vollgruber[11]
- 1958–1962: Adrian Rotter[12]
- 1962–1969: Martin Fuchs[13][14]
- 1969–1972: Ernst Lemberger[15]
- 1972–1974: Erich Bielka-Karltreu[16]
- 1974–1982: Otto Eiselsberg[17]
- 1983–1988: Eric Nettel[18]
- 1988–1993: Wolfgang Schallenberg[19]
- 1993–1997: Eva Nowotny
- 1997–2002: Franz Ceska[20][21]
- 2002–2007: Anton Prohaska[22]
- 2007–2011: Hubert Heiss
- 2011–2016: Ursula Plassnik
- 2017–2018: Walter Grahammer
- dal 2018: Michael Linhart